# Carl Baumgärtel
Carl Baumgärtel, auch Karl Baumgärtel (* 25. August 1884 in Zeulenroda; † 26. Januar 1952 in Plauen) war ein deutscher Unternehmer und Politiker (DVP).

## Leben
Baumgärtel wurde als Sohn des Fabrikbesitzers Maximilian Baumgärtel geboren. Nach dem Abitur erwarb er das Diplom an der Höheren Handelsschule. Es folgte eine kaufmännische Ausbildung in der Schweiz, Frankreich, Italien und den USA. Nach dem Tod des Vaters im Jahr 1905 übernahm Baumgärtel die Leitung der Gummitextilwarenfabrik Julius Römpler in Zeulenroda. Das Unternehmen expandierte und wurde 1911 in eine Aktiengesellschaft umfirmiert. Baumgärtel wurde Generaldirektor und Vorstandsmitglied. Nach dem Ersten Weltkrieg entwickelte sich Julius Römpler zu einem der führenden Hersteller von Gummistrickwaren weltweit. In den 1930er Jahren war das Unternehmen Europas größter Hersteller von gewirkten Stoffen und konfektionierter Wirkware. 1953 wurde der Betrieb enteignet.
Im Ersten Weltkrieg war Baumgärtel als Offizier im Jahr 1918 Leiter verschiedener Kriegswirtschaftsstellen in Deutschland. Er wurde Mitglied der Deutschen Volkspartei und übernahm Funktionen in diversen Verbänden. Er war unter anderem 2. Vorsitzender des Verbandes der Mitteldeutschen Industrie in Weimar, Vorstandsmitglied des Reichsverbandes der Deutschen Industrie und der Vereinigung der Deutschen Arbeitgeberverbände, Vorstandsmitglied der niederdeutschen Textilgenossenschaft, Mitglied des Beirates der Zweigstelle des Auswärtigen Amtes für Außenhandel in Leipzig und Mitglied der Handelskammer in Gera.
Vom 22. April 1931 bis zum 25. August 1932 war Baumgärtel in Nachfolge des zurückgetretenen Erich Port ehrenamtlich als Staatsrat für Reuß Regierungsmitglied ohne Geschäftsbereich in der thüringischen Landesregierung unter Leitung von Erwin Baum.
Am 12. Juni 1937 beantragte Baumgärtel die Aufnahme in die NSDAP und wurde rückwirkend zum 1. Mai desselben Jahres aufgenommen (Mitgliedsnummer 5.484.193).